# Octavien de Guasco
Giovanni Battista Ottaviano Guasco nació en Pignerol en el año de 1712 y murió en Verona el 10 de marzo de 1781, ha sido considerado como un erudito italiano.

## Biografía
Nació en el norte de Italia, de una noble familia de la región de Piamonte, en Francia, le fue otorgada una canonjía de la Catedral de Tournay, se acercó al pensamiento filosófico de diferentes personalidades de Francia, tales como Claudine de Tencin. Fue miembro de la Academia de Inscripciones y Bellas Letras de París en 1750, también fue miembro de la Real Sociedad de Londres, según consta en su libro Disertaciones históricas, políticas y literarias, lo fue de la Academia de Berlín también.
De sus libros, el más conocido es: Dissertations historiques, politiques et littéraires (Tournay, 2 vol. pet. in-8°) ; así como Lettres familières du président de Montesquieu (Florence, 1767, in-12); a él se le atribuye la traducción al italiano de: l’Esprit des lois, de l’Histoire des Ottomans de Cantemir, etc.
- Datos: Q3348888